# 白い地平線
白い地平線（しろいちへいせん）は、1975年4月4日 - 9月26日にTBS系列で放映されたテレビドラマ。田宮二郎主演の白いシリーズの第3作。

## 概要
田宮扮するベテランのボクシングの世界チャンピオン・中根竜三が、6度目の防衛に失敗し、さらに有名歌手・花房のり子とのスキャンダルをきっかけに栄光の座から落ちぶれていく過程と苦悩と闘争本能、そして息子・タケシの誘拐事件に巻き込まれるなど、家庭、親子間の愛情、男女間の愛に至るまで追求しながら描く。

## スタッフ
- 脚本：ジェームス三木（全話担当）
- 監督：中村登、今井雄五郎、番匠義彰、大槻義一
- プロデューサー：佐々木孟、山本典助、新井和子
- 音楽：菅野光亮

## キャスト
- 中根竜三：田宮二郎
- 花房のり子：小川真由美
- 中根タケシ：春田和秀 - 竜三の息子
- 田丸早苗：松坂慶子 - タケシの学校の担任
- 半沢宏：森田健作 - 竜三の義弟
- 中根小夜子：真木洋子 - 竜三の妻
- 綿貫：前田吟
- アグネス・チャン
- 寺部昌平：山内明 - 竜三の後援会長
- 田丸耕一郎：松村達雄 - 早苗の父
- タケシの学校の校長：下條正巳
- 半沢千代：三崎千恵子 - 竜三の義母
- 半沢仙吉：小栗一也 - 竜三の義父
- 陳：河原崎長一郎 - 中国人。のり子に「自分の婚約者だ」と言われて竜三に紹介される。
- 笠原：川合伸旺
- 佐伯：市川好郎
- 手島部長刑事：山本廉
- 紺野刑事：笠達也
- 黒岩：高品格 - 竜三の所属するボクシングジム会長
- モモ子：深沢裕子

### ゲスト出演
- 矢田部：井上博一（第5話）
- ロベルト・ヒメネス：蟇目良（第6話、第7話） - 竜三の対戦相手のボクサー
- レフェリー：桑田和昌（第6話）
- 高見山大五郎（第20話）
- ジョージ：吉原正皓（第22話）
- 中倉しのぶ：松原智恵子（第23話）- マユミの母
- 中倉マユミ：平井幸江（第23話）- タケシの同級生
- タケシの学校のPTA会長：高桐真（第24話）
- 印田放浪：財津一郎（第25話）- のり子の夫で、アングラ劇団の座長
- 竹之内：小夜福子（第26話）

## サブタイトル
| 話数 | 放送日       | サブタイトル | 監督       |
| ---- | ------------ | ------------ | ---------- |
| 1    | 1975年4月4日 | 春の嵐       | 中村登     |
| 2    | 4月11日      | 誘拐         | 中村登     |
| 3    | 4月18日      | いらだち     | 今井雄五郎 |
| 4    | 4月25日      | 脅迫         | 今井雄五郎 |
| 5    | 5月2日       | 運命の時     | 番匠義彰   |
| 6    | 5月9日       | わが子よ     | 番匠義彰   |
| 7    | 5月16日      | 父の噂       | 今井雄五郎 |
| 8    | 5月23日      | 妻の祈り     | 今井雄五郎 |
| 9    | 5月30日      | 男と女       | 今井雄五郎 |
| 10   | 6月6日       | 離婚届け     | 中村登     |
| 11   | 6月13日      | 女ごころ     | 中村登     |
| 12   | 6月20日      | 旅のはじまり | 番匠義彰   |
| 13   | 6月27日      | 傷ついた愛   | 番匠義彰   |
| 14   | 7月4日       | 幸福の条件   | 今井雄五郎 |
| 15   | 7月11日      | 愛のもつれ   | 今井雄五郎 |
| 16   | 7月18日      | 母と女の間   | 大槻義一   |
| 17   | 7月25日      | 妻の再婚     | 大槻義一   |
| 18   | 8月1日       | 意中のひと   | 今井雄五郎 |
| 19   | 8月8日       | 心の氷点     | 今井雄五郎 |
| 20   | 8月15日      | パパの子守唄 | 中村登     |
| 21   | 8月22日      | 愛の罪       | 中村登     |
| 22   | 8月29日      | 片思い       | 番匠義彰   |
| 23   | 9月5日       | わが子の叛乱 | 番匠義彰   |
| 24   | 9月12日      | 求婚の時     | 今井雄五郎 |
| 25   | 9月19日      | 愛の決意     | 今井雄五郎 |
| 26   | 9月26日      | 新しい家族   | 番匠義彰   |

## ネット局
- TBS系列：金曜 21:00 - 21:55
  - TBS（制作局）
  - 北海道放送[1]
  - 青森テレビ[2]
  - 岩手放送[2]
  - 東北放送[3]
  - 福島テレビ（当時はTBS系列とフジテレビ系列とのクロスネット局）[3]
  - 新潟放送[4]
  - 信越放送[5]
  - テレビ山梨[6]
  - 静岡放送[6]
  - 北陸放送[4]
  - CBCテレビ[7]
  - 毎日放送[8]
  - 山陰放送[9]
  - 山陽放送[10]
  - 中国放送[10]
  - テレビ山口[11]
  - テレビ高知[12]
  - RKB毎日放送[13]
  - 長崎放送[13]
  - 熊本放送[13]
  - 大分放送[14]
  - 宮崎放送[15]
  - 南日本放送[15]
  - 琉球放送[16]
- 秋田放送：月曜 22:00 - 22:55[17]
- 山形放送：日曜 22:30 - 23:25[18]
- 北日本放送：月曜 22:00 - 22:55（1975年4月14日から放送）[19]
- 福井放送：月曜 22:00 - 22:55[20]
- 四国放送：水曜 23:15 - 0:10[21]
- 南海放送：日曜 22:30 - 23:25[14]